# Love Is a Losing Game
"Love Is a Losing Game" is een nummer van de Britse zangeres Amy Winehouse. Het nummer verscheen op haar album Back to Black uit 2006. Op 7 december 2007 werd het nummer uitgebracht als de vijfde en laatste single van het album.

## Achtergrond
"Love Is a Losing Game" is geschreven door Winehouse zelf en geproduceerd door Mark Ronson. De originele demo van het nummer is te vinden op de tweede cd van de deluxe-versie van het album Back to Black, waarop Winehouse enkel door zichzelf op gitaar begeleid wordt en aan het eind aan de engineer vraagt of het een goede take was. Ze zong het nummer live tijdens de Mercury Prize-uitreikingen in 2007 en tijdens de Brit Awards in 2008. Voor het nummer won ze in 2008 een Ivor Novello Award in de categorie Best Song Musically and Lyrically.
"Love Is a Losing Game" was de laatste single die uitkwam tijdens het leven van Winehouse en gold als de minst succesvolle single van het album. In het Verenigd Koninkrijk kwam het oorspronkelijk niet verder dan positie 46, maar na haar overlijden in 2011 piekte het op de 33e plaats. In Ierland piekte het nummer op dezelfde positie, terwijl het in Italië de twaalfde plaats behaalde. In Vlaanderen bereikte het de Ultratop 50 niet en bleef het steken op de zestiende plaats in de Tipparade. In Nederland bereikte het nummer enkel in de week van 30 juli 2011, de eerste editie na haar overlijden, de Single Top 100 met een 88e plaats.
Er zou een videoclip van "Love Is a Losing Game" worden opgenomen, maar deze werd afgelast nadat Winehouse niet kwam opdagen tijdens de opnames. Twee alternatieve video's werden gemaakt: een montagevideo met foto's van Winehouse en live-optredens van het nummer, en een video waarin het nummer compleet live werd gespeeld, welke verscheen op de dvd I Told You I Was Trouble. Prince zong het nummer live tijdens een aantal van zijn concerten en tijdens een optreden op 21 januari 2007 kwam Winehouse het podium op om het nummer samen te zingen. Sam Smith maakte tevens een cover van het nummer voor de heruitgave van zijn debuutalbum In the Lonely Hour uit 2015. Datzelfde jaar werd het optreden van Winehouse tijdens de Mercury Prize-uitreikingen gebruikt in de documentaire Amy over haar leven en overlijden. Het nummer werd gebruikt in een aflevering van de televisieserie Silent Witness.

## NPO Radio 2 Top 2000
| Nummer met noteringen in de NPO Radio 2 Top 2000 | '18  | '19  | '20  | '21  | '22  | '23  | '24  |
| ------------------------------------------------ | ---- | ---- | ---- | ---- | ---- | ---- | ---- |
| Love Is a Losing Game                            | 1073 | 1217 | 1159 | 1172 | 1614 | 1669 | 1659 |

1. ↑  Een vetgedrukt getal geeft de hoogste notering aan.
2. ↑  2018 was het eerste jaar met een notering voor dit nummer.